# Arxiu Municipal del Districte de Sant Martí
L'Arxiu Municipal del Districte de Sant Martí de la ciutat de Barcelona és un arxiu de l'administració local constituït com l'organisme encarregat d'ingressar gestionar, custodiar i difondre els documents generats per l'administració municipal del districte; així com els derivats de les transferències de competències a favor del districte, els fons històrics de l'antic municipi de Sants i qualsevol fons que es consideri d'interès per la història del districte. Assumeix les funcions d'Arxiu Administratiu i Arxiu històric del districte de Sant Martí.

## Història
L'any 1979, el Ple del Districte de Sant Martí aprovà l'organització de l'arxiu de l'antic Ajuntament del poble de Sant Martí de Provençals, ratificant la voluntat dels veïns de recuperar l'arxiu històric, el qual s'obrí al públic el novembre de 1982, en una dependència de la casa consistorial de Ca la Vila. Reconegut com un servei municipal, l'any 1988 va passar a custodiar la documentació de les oficines del Consell Municipal i es va constituir com un arxiu unitari amb fons documentals municipals i privats. Des de l'any 1995 es troba a l'avinguda Bogatell.